# Seconde annexion française des États de Belgique
1793–1814
Entités précédentes :
- Pays-Bas autrichiens

Entités suivantes :
- Royaume uni des Pays-Bas

La seconde annexion française des États de Belgique est la période d'occupation par la France révolutionnaire entre 1794 et 1814, des Pays-Bas autrichiens, de la principauté de Liège, de la Principauté de Stavelot-Malmedy et du duché de Bouillon nommés Etats de Belgique ou Pays-Bas belgiques, appartenant alors au Saint-Empire romain germanique. Elle fait suite à la première annexion française des États de Belgique qui eut lieu entre 1792 et 1793, mais qui fut alors un échec. Elle fait dès lors partie de la période française de l'histoire de Belgique.
L'occupation débute en 1794, puis l'annexion et l'intégration de ces États dans la Première République française (et, par la suite, au Premier Empire), se fait en 1795.
La période française prend fin en janvier 1814 avec l'évacuation des troupes et fonctionnaires français, consécutive à la défaite de Leipzig, en 1813, puis la première abdication de Napoléon Ier en avril 1814. Après son retour lors des Cent-Jours, puis son ultime défaite lors de la bataille de Waterloo le 18 juin 1815, Napoléon est tenu d'abdiquer une seconde fois et le Premier Empire français prend fin, faisant place à la Première Restauration du royaume de France. 
L'avenir de ces territoire se joue alors la même année au congrès de Vienne, lorsque les alliés divisent l'Europe et décident de reconstituer les anciens Pays-Bas méridionaux en réunissant les territoires des Pays-Bas autrichiens à ceux des anciennes Provinces-Unies pour former un État tampon au nord de la France. Ce nouvel état qui correspond grosso modo au Bénélux actuel, est nommé le royaume uni des Pays-Bas, avec, à sa tête, le roi Guillaume Ier d'Orange et perdurera jusqu'à la révolution belge de 1830 qui scindera les territoires en deux pays distincts : la Belgique et les Pays-Bas, dont le Luxembourg finira par s'émanciper également.

## La première annexion française et la restauration du régime impérial
À la suite de la Révolution française, la première république tente une première fois d'annexer les Pays-Bas autrichiens et la principauté de Liège en 1792.
Le 18 mars 1793, la bataille de Neerwinden marque la défaite et la retraite de l'armée révolutionnaire française hors des « États Belgique ». L'occupation du pays par les troupes de l'empereur François II du Saint-Empire marque le retour des Pays-Bas autrichiens dans la mouvance du Saint-Empire romain germanique.

## Les opérations militaires: l'occupation (1794-1795)
Le 8 avril 1793, à Anvers, une conférence réunit les pays alliés luttant contre la France, à savoir, la Grande-Bretagne, le Saint-Empire, la Prusse et les Provinces-Unies, en vue de rétablir la monarchie en France.
L'offensive alliée conduite par le prince de Cobourg se poursuit au nord de la France : les Impériaux s'emparent de Condé le 10 juillet 1793, de Valenciennes 28 juillet 1793 puis de Le Quesnoy et Maubeuge, s'ouvrant ainsi la route de Paris, tandis que le duc d'York entreprend le siège de Dunkerque le 22 août 1793.
Cependant, le 8 septembre 1793, les troupes françaises du général Houchard battent les Anglais à la bataille d'Hondschoote. Cette victoire dégage Dunkerque et permet aux Français de reprendre l'initiative vers la Belgique comme revanche de la défaite de Neerwinden.
Les 15 et 16 octobre 1793, à Wattignies, près de Maubeuge, l'armée française commandées par Jean-Baptiste Jourdan et Lazare Carnot oblige les troupes impériales à se replier vers Mons.

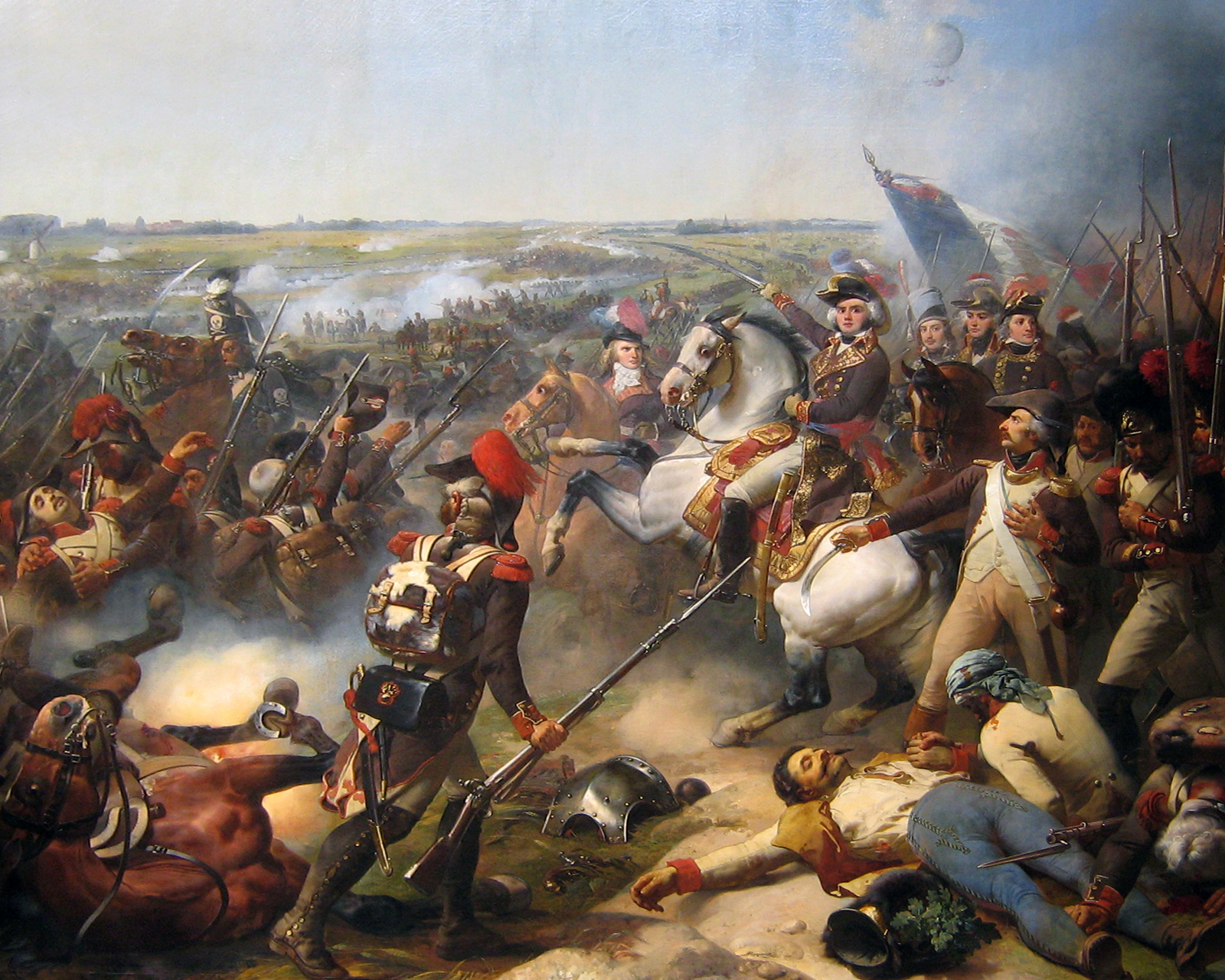
La bataille de Fleurus

Après l'hiver, les Français conduits par Souham et Moreau remportent une victoire sur Clerfayt à Tourcoing le 18 mai 1794. La ville d'Ypres est prise le 18 juin. Clerfayt est à nouveau battu à Deinze le 23 juin 1794.
Tandis qu'au centre de l'axe nord, Beaulieu prend la ville de Charleroi le 25 juin aux troupes hollandaises du prince d'Orange. Et le 26 juin 1794, les Français remportent une bataille décisive à Fleurus, entre Charleroi et Namur. Les alliés battent en retraite. Le 11 juillet, Jourdan fait la jonction avec Pichegru à Bruxelles. Ils repoussent les Impériaux vers l'est pour les rejeter de l'autre côté du Rhin en janvier 1795. Les Anglais et les Hollandais se retirent vers le nord et les Français entrent à Amsterdam le 20 janvier 1795.

## La gestion des États belges et liégeois occupés par la France (1794-1795)

### Politique d'exploitation des ressources locales
À l'occasion de cette seconde invasion des Pays de Belgique et de Liège, la république française va abandonner son idéalisme humanitaire initial, la République a besoin d'argent pour se défendre de ses ennemis. La France ne libère pas ces États, elle les occupe ! La Convention nationale décide de renoncer « à toute idée philanthropique » et de mener la guerre comme elle l'avait été dans tous les pays et de tous temps.
Parmi les nombreuses voix appelant au pillage de la Belgique, celle de Lazare Nicolas Marguerite Carnot :

« Tout ce qui se trouve en Belgique doit être amené en France, il faut dépouiller le pays.
 »

Les Français vont donc mettre en œuvre les préparatifs nécessaires au pillage des pays conquis : le 13 mai 1794, le Comité de salut public crée quatre Agences de commerce attachées aux armées devant opérer en Belgique, Espagne, « Rhin » et « Alpes ». Ces agences sont chargées de préparer l'enlèvement de tout ce qui pouvait intéresser la République. Quinze jours plus tard, le 28 mai, le Comité de salut public ordonne aux Représentants du Peuple et aux Généraux « d'évacuer en France toutes les richesses des pays conquis entre Sambre et Meuse, et dans les contrées voisines » ; et, le 14 juin, on charge expressément l'Agence prévue pour la Belgique de « veiller à l'extraction des objets d'approvisionnement, de commerce, d'art et de science ».
Dès la victoire de Fleurus, le 26 juin 1794, les troupes républicaines  envahissent tout le pays. C'est le Retour des Français non plus en libérateurs mais cette fois en conquérants. Les Représentants du Peuple organisent le pillage de toutes les richesses de la Belgique avant même que l'Agence n'ait le temps de terminer ses préparatifs. Selon Albert Milet :

« Lorsque la Belgique fut exsangue, les beaux sentiments de fraternité refirent surface, et la réunion à la France fut, cette fois, envisagée et présentée officiellement aux Belges qui, dans leur lassitude et l'espoir d'échapper à des nouvelles impositions, se résignèrent à leur nouvelle destinée. »

Le territoire de l'actuelle Belgique est complètement et définitivement conquis après la Bataille de Sprimont le 18 septembre 1794.

### Préparation politique à l'annexion
Le 13 avril 1793, la Convention nationale française émet le décret relatif aux pays réunis à la République française : "la Convention déclare qu'elle n'abandonnera jamais les pays réunis aux tyrans avec lesquels elle est en guerre et que ceux-ci font partie intégrante de la République".
Le décret du 9 thermidor an II (27 juillet 1794) met fin au régime de la Terreur, Robespierre est renversé.
Le décret du 14 fructidor an III (31 août 1795) par lequel la Convention nationale française adopte une nouvelle division du territoire de la Belgique, du Pays de Liège, et d'autres pays adjacents, en neuf arrondissements ou départements
- Arrondissement ou département de la Lys. Bruges, chef-lieu ;
- Arrondissement ou département de l'Escaut. Gand, chef-lieu ;
- Arrondissement ou département des Deux-Nèthes. Anvers, chef-lieu ;
- Arrondissement ou département de la Dyle. Bruxelles, chef-lieu ;
- Arrondissement ou département de la Meuse Inférieure. Maestricht, chef-lieu ;
- Arrondissement ou département de l'Ourte. Liège, chef-lieu ;
- Arrondissement ou département de Jemmappes. Mons, chef-lieu ;
- Arrondissement ou département de Sambre-et-Meuse. Namur, chef-lieu ;
- Arrondissement ou département des Forêts. Luxembourg, chef-lieu ;

et la mise en place d'une administration provisoire pour la Flandre hollandaise, appartenant au département de l'Escaut, et comprenant le Sas-de-Gand, l'Écluse, Oostbourg, Ysendyck et Hulst
Le décret du 1er jour complémentaire an III (17 septembre 1795) crée un conseil de gouvernement pour assurer de manière stable et régulière l'administration de la Belgique. Ce conseil de gouvernement est provisoirement constitué de dix membres dont le général commandant en chef de la Belgique, le payeur général de l'armée, le directeur général des domaines nationaux et le directeur général des douanes.
Le décret du 9 vendémiaire an IV (1er octobre 1795) établit la réunion de la Belgique et du pays de Liège à la France.
L'arrêté du 21 vendémiaire an IV (13 octobre 1795) regroupe le conseil de gouvernement et l'administration centrale de la Belgique en un seul corps, le Conseil de Gouvernement.
Le décret du 4 brumaire an IV (26 octobre 1795) réunit à la France le duché de Bouillon et ses dépendance.

## L'annexion à la République Française:1eroctobre 1795

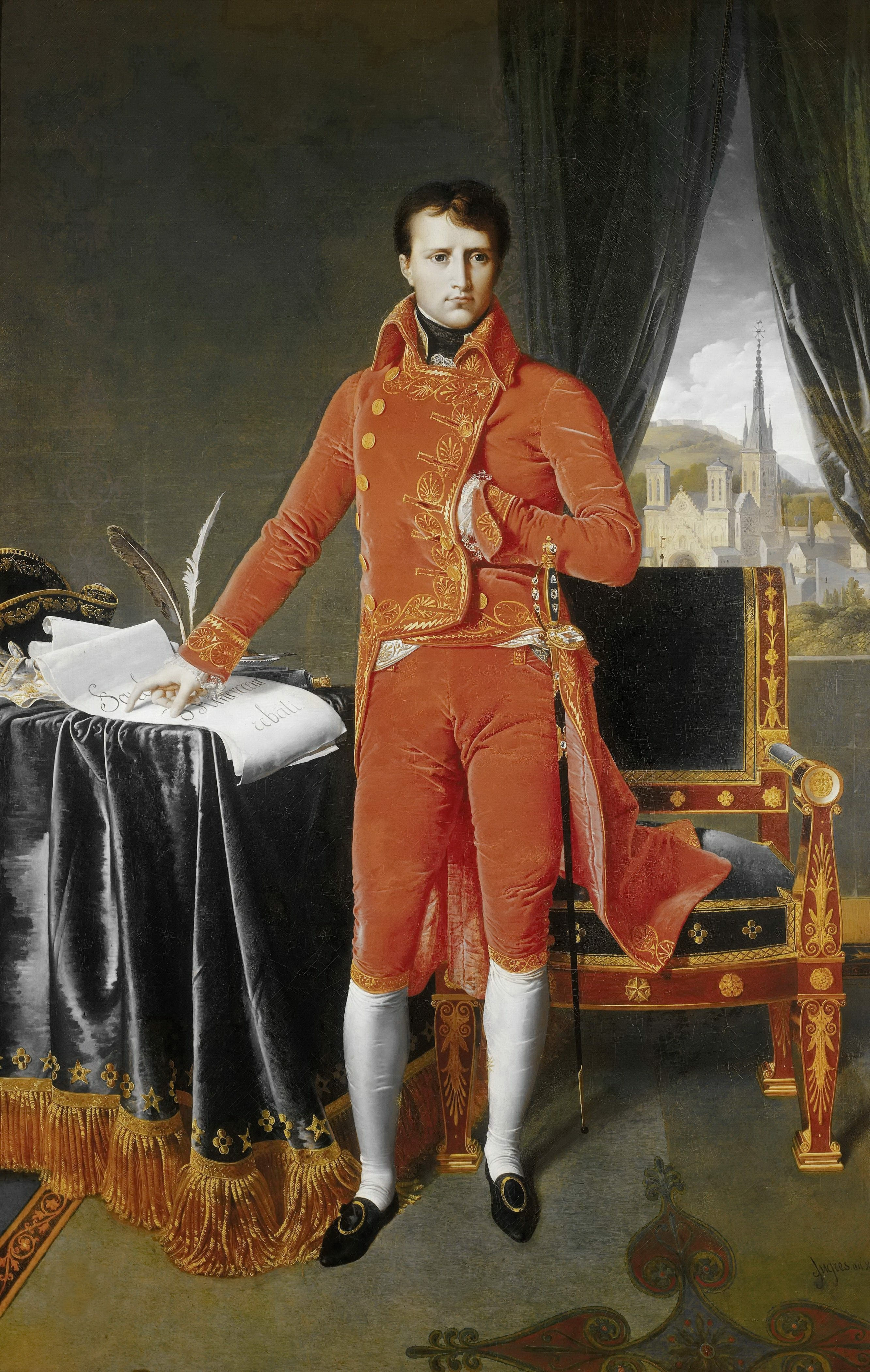
Jean Auguste Dominique Ingres Bonaparte, Premier Consul 1804

Après une année de violence et de réquisitions, la France, à la suite d’un vote de la convention le 9 vendémiaire an IV (1er octobre 1795), annexe les Pays-Bas autrichiens, les principautés de Liège et de Stavelot et le duché de Bouillon le 4 brumaire an IV (26 octobre 1795). Le Comité de salut public a approuvé la nouvelle division territoriale en neuf départements. Pour la première fois, une unification politique de l’espace belge est, à quelques exceptions près réalisée :

« Cette période française est décisive. Pour la première fois ont été amalgamées dans un même ensemble territorial des principautés de langue romane qui, jusque-là, avaient connu des destins différents en raison des fragmentations de l’espace politique. Enfin, il convient de rappeler que ces vingt années ont laissé un héritage politique, juridique, institutionnel et culturel sans lequel il n’est pas possible de comprendre l’histoire contemporaine du pays et de ses entités constitutives »

## Le traité de Campo-Formio et l'intégration officielle à la France: 18 octobre 1797
Entre 1796 et 1797, la guerre entre la France et la Maison d'Autriche se poursuit en Italie, l'armée française commandée par le jeune Bonaparte repousse les Impériaux, à la suite notamment des batailles du Pont d'Arcole et de Rivoli.
L'empereur François II lors du traité de Campo-Formio, signé le 18 octobre 1797, qui met fin à la guerre entre la France et le Saint-Empire cède officiellement à la République Française sa souveraineté sur les Pays-Bas méridionaux. Désormais, les anciennes provinces du Saint-Empire font partie en droit de la République française : « Les articles 3 et 4 du traité de Campo-Formio consacrèrent enfin, au point de vue international, la réunion de la Belgique à la France. Voici ces articles. Art. 3 - Sa Majesté l'Empereur, Roi de Hongrie et de Bohême, renonce pour elle et ses successeurs en faveur de la République française, à tous ses droits et titres sur les ci-devant provinces belgiques, connues sous le nom de Pays-Bas autrichiens. La République française possédera ces pays à perpétuité, en toute souveraineté et propriété, et avec tous les biens territoriaux qui en dépendent  ».
Ce traité ne concerne que les territoires personnels de la Maison d'Autriche dans le Saint-Empire et donc uniquement les provinces des Pays-Bas et non de la Principauté de Liège. Le destin des autres territoires occupés du Saint-Empire sera traité lors du congrès de Rastatt qui commença en septembre 1797.

## La Belgique française

### Réorganisation territoriale

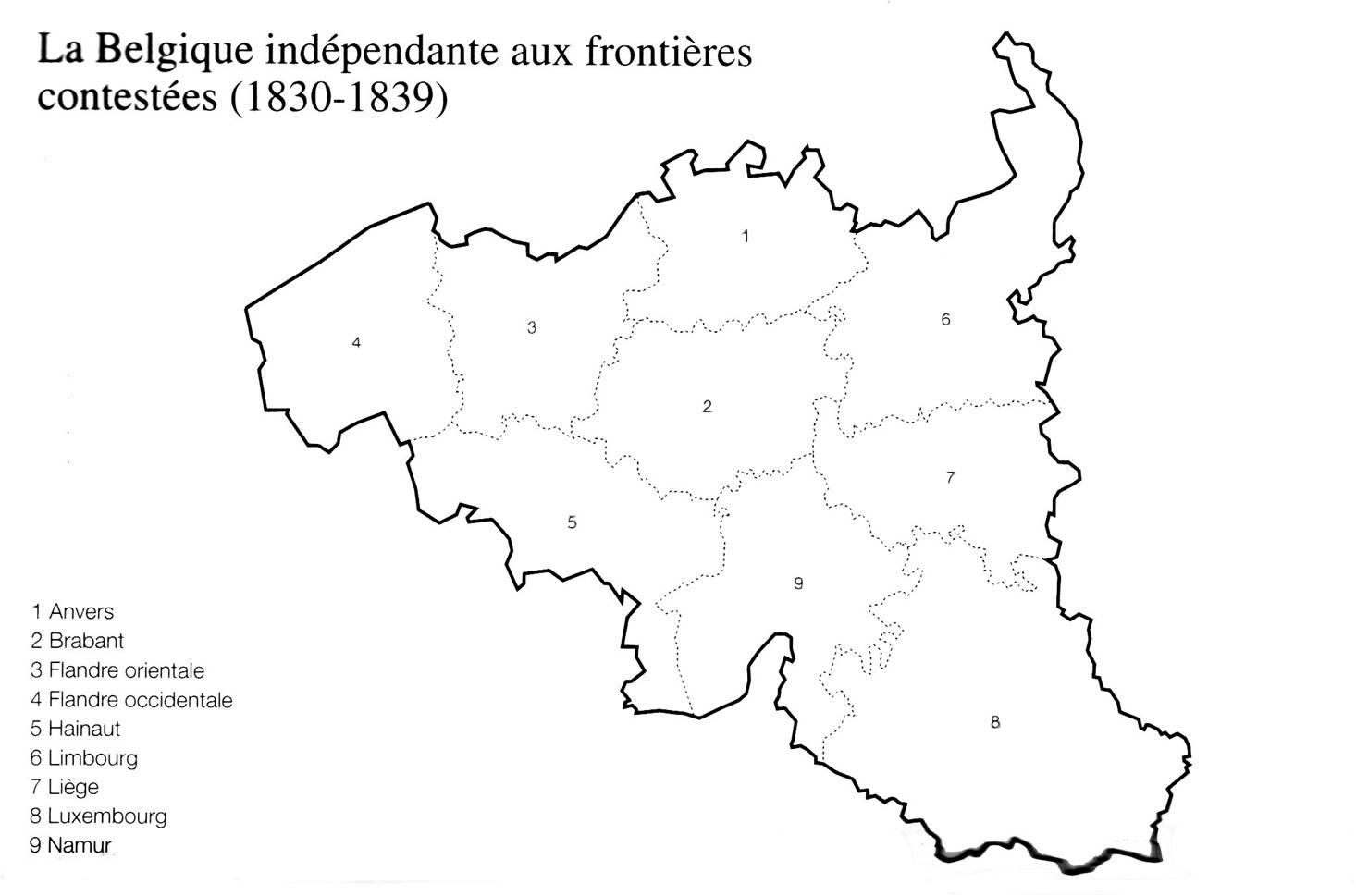
Les limites des neuf départements réunis qui seront conservés tels quels jusqu'à l'indépendance belge où le Limbourg oriental et le grand-duché du Luxembourg seront perdus. Manque sur cette carte la rive gauche de l'Escaut qui était originellement un territoire néerlandais annexé à l'Escaut.

Les principautés belges sont remplacées par neuf départements. Cette division administrative sera conservée jusqu'à aujourd'hui.

### Réorganisations des institutions et Libertés fondamentales

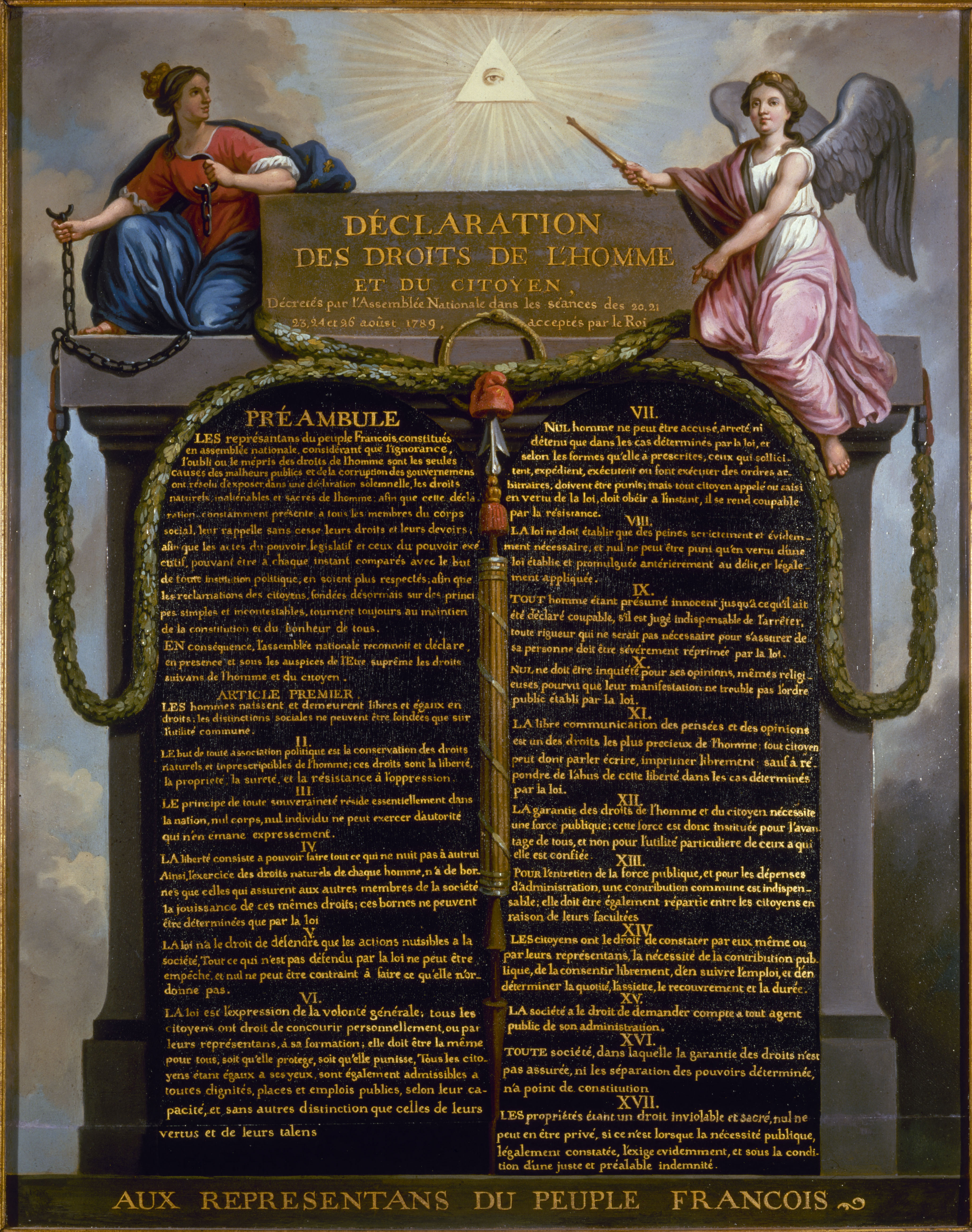

Les départements des ex-Pays-Bas et du pays de Liège connaissent à ce moment l'ensemble des institutions de la Révolution française : lois votées à l'Assemblée nationale, administration, Code Napoléon, imposition, justice reformée… selon un système parlementaire qui évoluera jusqu'à nos jours et qui est désormais la norme des pays démocratiques dans le monde.
Ils bénéficient également de la reconnaissance des « libertés fondamentales » inscrites dans la déclaration des droits de l’homme et du citoyen : « la liberté, la propriété, la sûreté et la résistance à l’oppression » ; la liberté religieuse, la liberté de la presse, l’égalité de tous les citoyens devant la loi et dans l’accessibilité aux emplois publics, l’émancipation des juifs et des femmes (l’un des acquis renforça les droits nouveaux reconnus à la femme : l’égalité successorale se substitua aux coutumes les plus variées, au droit d’aînesse et à l’exclusion fréquente des filles), etc.
L’annexion à la France signifia aussi la suppression définitive de l’Ancien Régime, de l'ensemble du système féodal, des privilèges divers tant de la noblesse, du clergé, des bourgeoisies et des systèmes corporatifs, des innombrables coutumes locales ainsi que des cours et tribunaux anciens. Réformes que l'empereur Joseph II avait d'ailleurs tenté d'introduire auparavant, mais qui avortèrent de par la révolution brabançonne.
Après le Congrès de Vienne où les vainqueurs, selon la doctrine Metternich, tentèrent d'abolir en Europe tous les acquis de la Révolution française, à la différence de la plupart des régions d’Europe conquises par la République et l’Empire, ces droits ne seront jamais remis en question en Belgique, par les milieux libéraux, après le départ des Français en 1815. Ainsi lors de la création du royaume uni des Pays-Bas le système parlementaire censitaire fut maintenu à côté d'un pouvoir royal fort.

### Laïcisation de la société

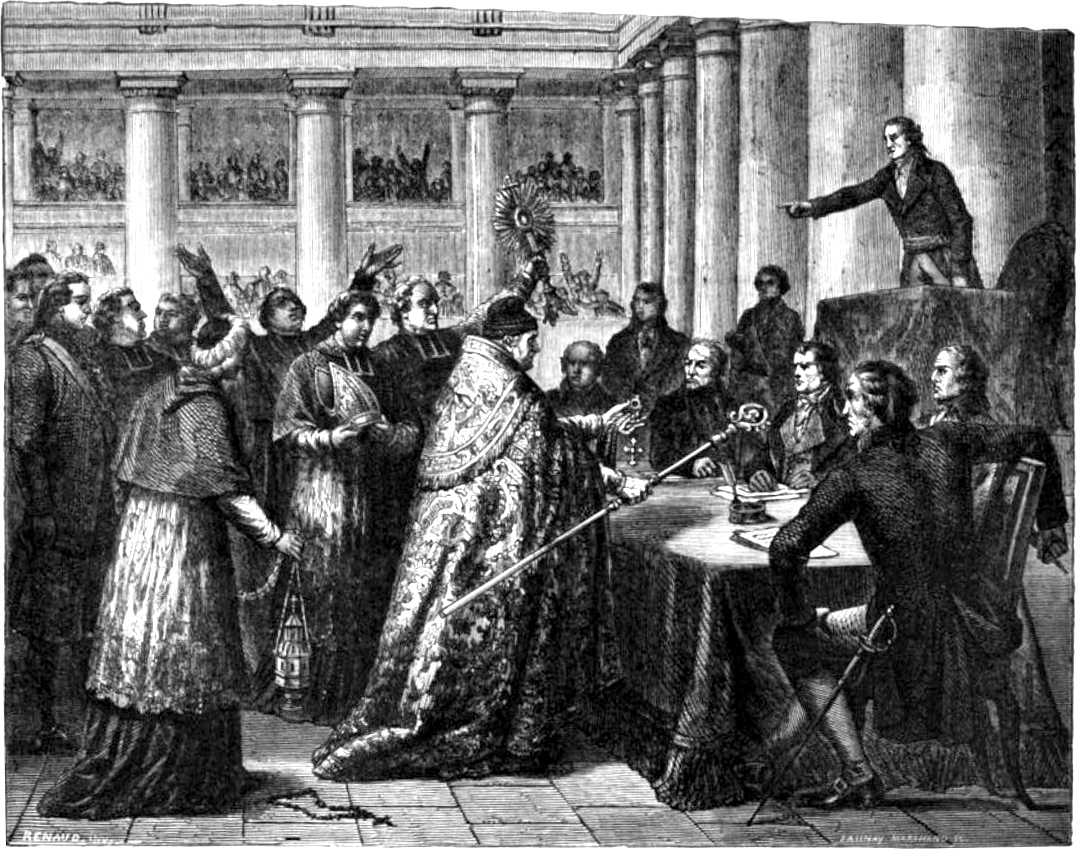
Les évêques français prêtant le serment civil exigé par le Concordat.

En 1797, l'université de Louvain, comme toutes les autres universités de la République, fut supprimée, pour faire place à un nouveau système d'enseignement moderne et ouvert à tous, avec la création des écoles centrales, des écoles spéciales et des grandes écoles existant toujours en France. Ainsi en mai 1797 fut fondée l'École centrale de Bruxelles, pour remplacer l'ancienne université de Louvain. Bruxelles devint aussi en 1806 le centre d'une Académie de l'Université impériale où furent formées de nombreuses personnalités qui figureront au Congrès national parmi les fondateurs du futur royaume de Belgique
Des églises furent pillées, des abbayes détruites (abbaye de Villers-la-Ville, abbaye d'Orval, etc.), celles-ci, par leurs riches bibliothèques, constituaient la mémoire du pays; les ordres religieux, dont certains l'avaient déjà été sous l'Ancien Régime par l'empereur Joseph II, furent supprimés, le clergé qui par exemple en Brabant était réputé posséder les deux tiers de toutes les propriétés en maimorte tout en recevant la dîme, vit ses biens nationalisés et redistribués à la population active, et les prêtres réfractaires, hostiles au nouveau système démocratique et ayant refusé de prêter serment à la constitution civile du clergé décrétée par l'Assemblée nationale constituante le 12 juillet 1790,  sanctionnée par le roi Louis XVI le 24 août 1790, et votée comme loi les 12 juillet et 24 août 1790, furent en vertu de cette loi poursuivis jusqu'au Concordat en 1801.
Mais la liberté de religion, déjà instaurée peu avant par Joseph II, reconnue par la Déclaration des droits de l'homme et du citoyen de 1789, accéléra la séparation entre l’État et l’Église mais que partiellement dans la Belgique de 1830 qui abrita durant 150 ans un parti politique catholique: Parti catholique rebaptisé Parti social-chrétien[pas clair].
Les neuf départements réunis bénéficièrent de la laïcisation des services publics (notamment des hôpitaux), des lois sur la sécularisation du mariage, de la légalisation du divorce et de la création de l’état civil.

### Développement économique

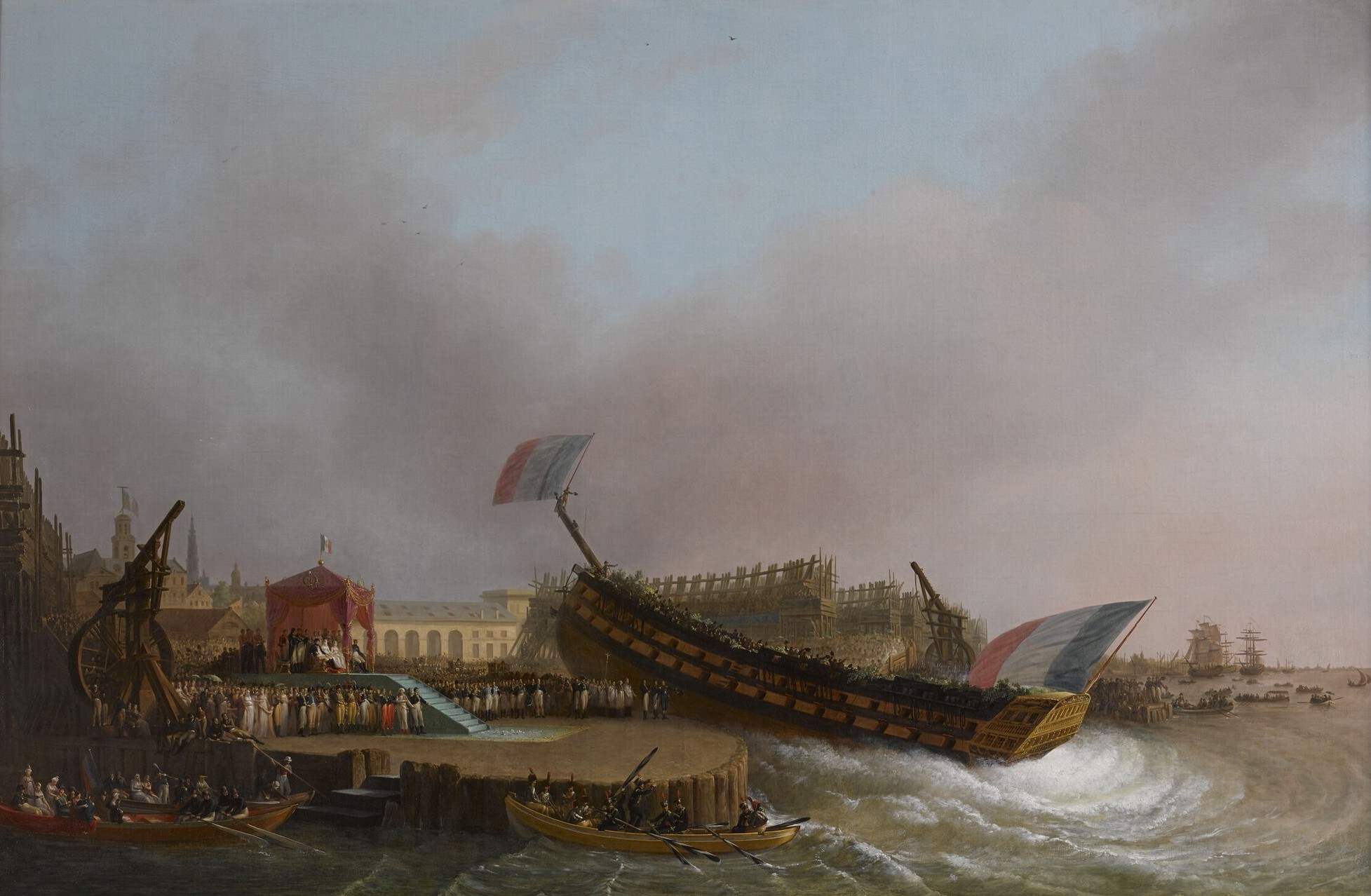
Lancement du Friedland le 2 mai 1811 à Anvers, en présence de Napoléon.

Jusqu'à l'instauration du consulat en 1799, l'intégration à la République française fut pour les Pays-Bas méridionaux un désastre économique. Ainsi le port d'Anvers, par exemple, qui depuis le blocus de l'Escaut par les Provinces-Unies n'avait plus d'activité depuis deux-cents ans se remit à vivre sous le consulat, et Anvers redevint un grand port international.
Ensuite, le bassin houiller wallon fait sa révolution industrielle et devient une des régions les plus prospères d'Europe : l'industrie belge et liégeoise souffrait jusqu'à l'annexion française du protectionnisme des Provinces-Unies, de l'Angleterre et de la France ; mais aussi des multiples barrières douanières entre les petites principautés belges. L'intégration à la France fera disparaître ces frontières intérieures et ouvrira la production wallonne à l'énorme marché intérieur français. L'éradication, sur le continent européen, des produits britanniques provoquera également un fort enrichissement des industries wallonnes.
Le reste de la Belgique, particulièrement la Flandre, demeure peu industrialisée, à l’exception notable de Gand (textile) et du port d’Anvers qui bénéficiera de manière prodigieuse du blocus continental et du désenclavement des bouches de l’Escaut que la ville subissait depuis les traités de Westphalie (1648).
Contrairement à la légende, les vignes belges n'ont pas été arrachées sur ordre de Napoléon. En réalité, la disparition de ces vignobles est due — outre la modification du climat — à l’amélioration des voies de communications et des échanges commerciaux, qui ont rendu la Belgique plus accessible aux vins français, allemands et espagnols contre lesquels les vins locaux ne pouvaient être comparés ni en valeur, ni en qualité, ni en bouquet ; mais aussi à l’industrialisation des anciennes zones viticoles et à l’extension des cultures maraîchères qui remplacèrent les vignobles,.

### Francisation de la Flandre et de Bruxelles

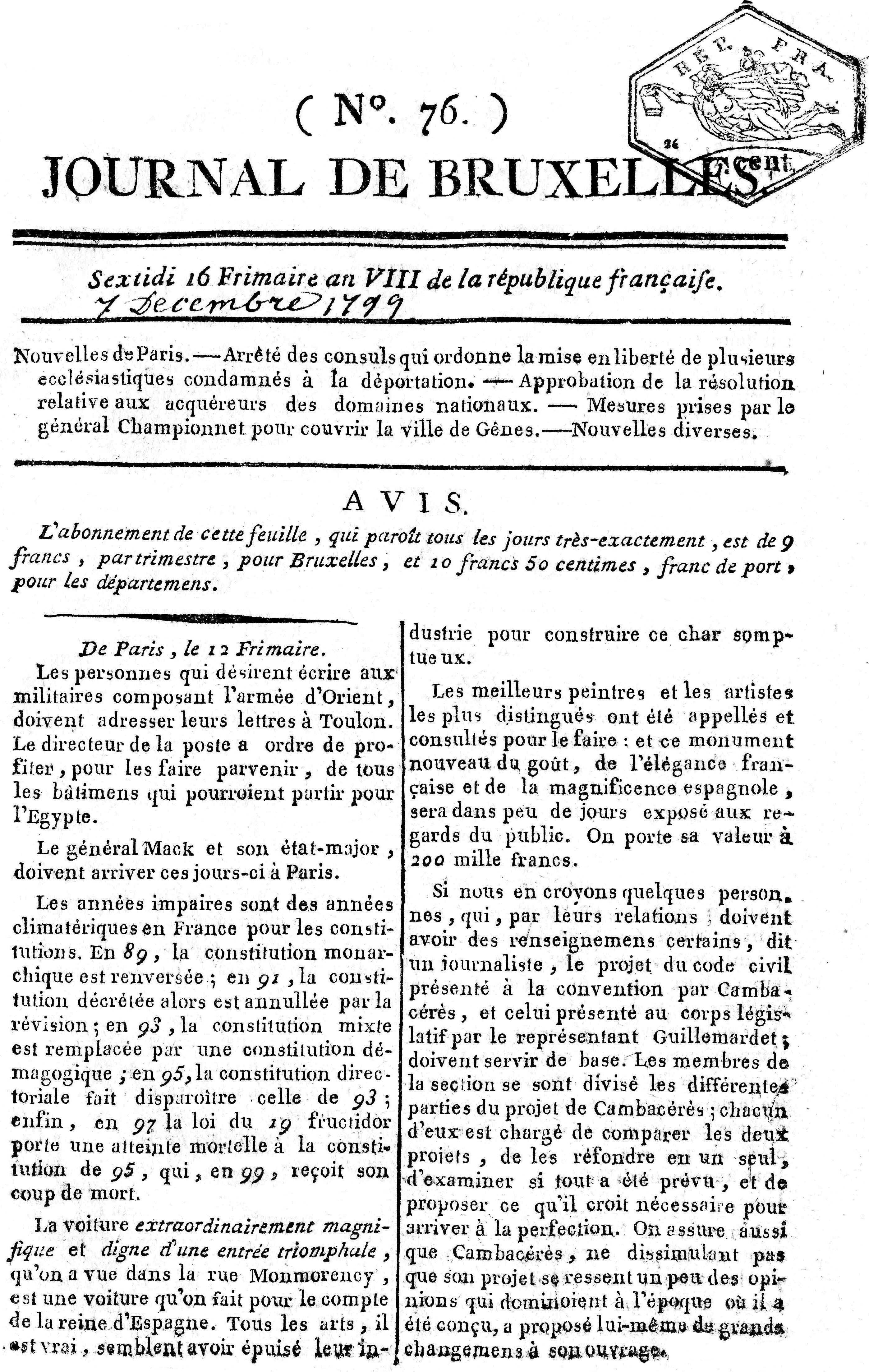
Journal de Bruxelles no 76 (1799).

La période française de la Belgique actuelle conduisit à un déclin du néerlandais qui fut immédiatement éliminé comme langue administrative,. En Wallonie, où le français fut très anciennement et naturellement adopté comme langue écrite avant l'époque française, on constate déjà une lente érosion de la pratique des langues régionales comme le wallon, surtout dans les classes supérieures, bien que la vaste majorité de la population ait continué à ne parler que son dialecte dans la vie quotidienne jusqu'au début du XXe siècle.
Par le décret du 2 thermidor an II, le français est imposé dans tous les organismes publics, parmi lesquels l'enseignement secondaire,. Le français devint la langue de la vie publique et du pouvoir économique, politique et social. Néanmoins, la justice et l'administration durent fréquemment avoir recours au néerlandais pour s'adresser à la population et l'enseignement primaire fut peu touché par la francisation. Jusqu'au XXe siècle le néerlandais fut synonyme de pauvreté et de médiocrité de l'éducation. Alors qu'ailleurs en Europe c'est uniquement l'aristocratie qui se francisait, en Flandre, la francisation de l'élite bourgeoise fut très rapide. L'occupation française ne s'accompagna pas de migrations, mais provoqua la francisation de la classe moyenne néerlandophone parce qu'à cette époque prévalut un système éducatif francophone – même s'il était réservé à une faible partie de la population. Néanmoins, la pratique du flamand ne fut pas réprimée : les chambres de rhétorique continuèrent à publier librement en flamand.
Les mesures de francisation étaient considérées par les dirigeants français comme un processus d'unification indispensable pour renforcer l'État, mais elles concernaient essentiellement la bourgeoisie qui, à la suite de la Révolution française, avait enlevé le pouvoir à la noblesse des anciennes provinces des Pays-Bas autrichiens. Dans les classes inférieures, qui comptaient encore environ 60 % d'analphabètes, leur effet fut bien plus limité,. L'aspect des rues fut francisé en vertu de la loi : les inscriptions, les affiches, les noms de rue, etc., durent être en français. Les documents officiels durent désormais être écrits en français, bien qu'une traduction officieuse ait été admise « en cas de nécessité ». En même temps, on déclara à tous les employés des communes rurales qui ne maîtrisaient pas le français qu'ils n'auraient plus le droit d'exercer leurs fonctions à l'avenir. Les tribunaux durent également suivre de telles mesures : les plaidoiries, les verdicts et les autres pièces écrites durent être établis en français, à moins que pour des raisons pratiques ce fût impossible. Les notaires furent aussi assujettis à cette loi, même si elle n'entra vraiment dans la pratique qu'à partir de 1803. Pour cette raison la proportion des actes établis en français à Bruxelles passa de 60 pour cent à la fin du XVIIIe siècle à 80 % en 1813. Il faut toutefois le comprendre comme conséquence du respect des lois plus que comme l'évolution de la langue de la population.
Au sortir de la période française, la francisation des classes dirigeantes de toute la Flandre était très avancée. En outre, celles-ci considéraient à présent le français comme « leur » langue : un lien affectif s'était tissé. Le dialecte brabançon subsistait parmi le peuple, mais la langue commune, la langue de culture, avait disparu.

### Armées
De nombreux Belges et Liégeois remplirent d’importantes fonctions dans l’armée. Parmi les généraux de la République et de l’Empire, 25 étaient belges ou liégeois, majoritairement d’origine wallonne (Quatorze généraux belges sur vingt-cinq étaient nés dans les provinces wallonnes), comme Jean-Joseph Fyon, ancien bourgmestre de Verviers; trois d’entre eux ont leur nom gravé sur l’Arc de Triomphe : Dumonceau, Lahure et Jardon.
Les Wallons étaient généralement plus prompts à endosser l’uniforme que leurs homologues flamands. Mais parfois, la population se révolte, particulièrement dans les régions flamandes, notamment à propos de la Conscription obligatoire et sur le plan religieux.
Cependant, le peuple français, dont Belges et Liégeois font désormais partie, souffre ; notamment à cause des guerres de la Révolution et de l'Empire. Ainsi, sur l'actuelle province de Liège, 6 % de la population meurt sur les champs de bataille (6500 hommes),[réf. à confirmer].